# Yiannis Ritsos
Yiannis Ritsos (em grego: Ιωάννης Ρίτσος; Monemvasia, 1 de maio de 1909 — Atenas, 11 de novembro de 1990) foi um poeta e tradutor grego.

## Legado
Ritsos é considerado um dos grandes poetas gregos do século XX, ao lado de Konstantinos Kavafis, Kostas Kariotakis, Angelos Sikelianos, Giorgos Seferis, e Odysseas Elytis. O poeta francês Louis Aragon disse uma vez que Ritsos era "o maior poeta de nossa época". Pablo Neruda o declarou mais merecedor do Prêmio Nobel de Literatura do que ele próprio. Ritsos foi proposto nove vezes sem sucesso para isso. Quando ele ganhou o Prêmio Lenin da Pazem 1975, ele declarou que "este prêmio é mais importante para mim do que o Nobel".
Sua poesia foi proibida às vezes na Grécia devido às suas crenças de esquerda.
Obras notáveis de Ritsos incluem Pyramids (1935), Epitaphios (1936; segunda edição, 1956), Vigil (1941–1953), Romiosini (1954) e 18 short songs of the bitter Motherland (18 λιανοτράγουδα της πικρής πατρίδας/18 Lianotragouda Tis Pikris Patridas) (1973).  Stratis Haviaras também elogiou dois poemas (um sobre Jesus e outro sobre Karl Marx) em sua primeira coleção Tractor (1934). Robert Shannan Peckham o descreveu como "talvez o maior poeta contemporâneo da Grécia". Epitáfios tornou-se um hino da esquerda grega na década de 1950, e sua obra mais conhecida.

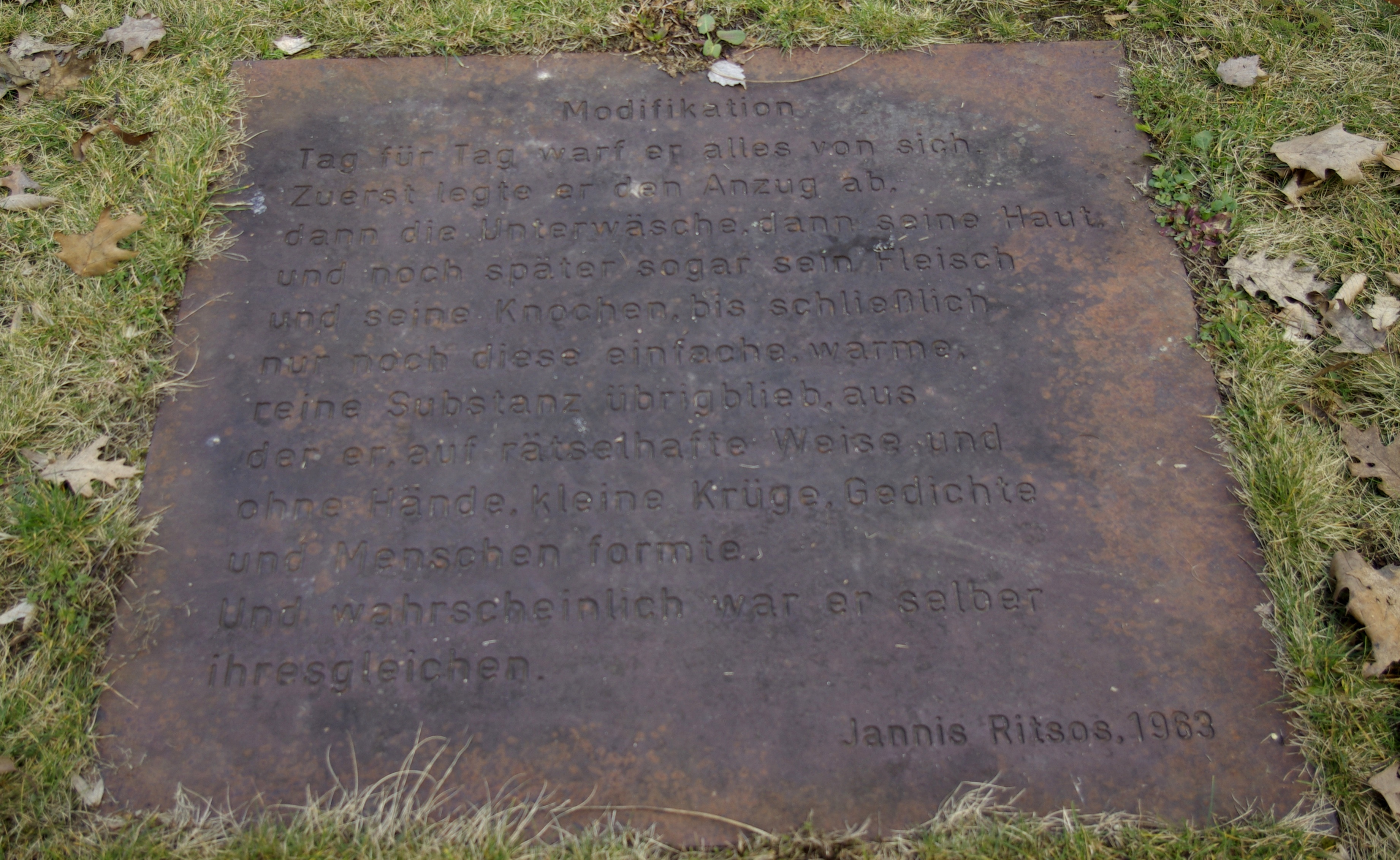
Escultura "Prisoner Stones 1" (1974) de Hans-Jürgen Breuste em Erlangen. Caracterizando o poema de um Yannis Ritsos

## Traduções para o inglês
- Subterranean Horses, tr. Minas Savvas, ilustrações do autor (1980)
- Chronicle of Exile, tr. M. Savvas (1977) [poemas selecionados]
- Eighteen Short Songs of the Bitter Motherland, tr. A. Mims, illus. Y. Ritsos (1974) [grego e inglês]
- Exile and Return, tr. E. Keeley (1985; repr. 1987, 1989) [poemas selecionados]
- Gestures and other poems, 1968-1970, tr. N. Stangos, ilus. pelo poeta (1971)
- Repetitions, Testimonies, Parentheses, tr. E. Keeley (1990)
- Selected Poems 1938-1988, tr. K. Friar, K. Myrsiades e outros (1989)
- Selected Poems, tr. N. Stangos (1974)
- The Fourth Dimension, tr. P. Green, B. Bardsley (1993)
- Late Into the Night: The Last Poems of Yannis Ritsos, trans. Martin McKinsey (Oberlin College Press, 1995). ISBN 0-932440-71-1
- Diaries of Exile, Archipelago Books, ISBN 978-1-935744-58-0, (2012)
- Petrified Time: Poems from Makrónissos, trad. Martin McKinsey e Scott King (Red Dragonfly Press, 2014). ISBN 978-1937693237.
- Twelve Poems About Cavafy, tr. Paul Merchant (Tavern Books, 2010)
- Monochords, tr. Paul Merchant (Tavern Books, 2017)